# Hiệp hội An ninh mạng quốc gia - NCA
Hiệp hội An ninh mạng quốc gia là tổ chức xã hội - nghề nghiệp của công dân và tổ chức Việt Nam, thuộc Bộ Công an, hoạt động trong lĩnh vực an ninh mạng. Hoạt động của Hiệp hội đặt dưới sự lãnh đạo của Đảng ủy Công an Trung ương, lãnh đạo Bộ Công an, cấp ủy Công an các cấp; sự quản lý nhà nước của Bộ Nội vụ, chính quyền địa phương và theo quy định thống nhất của Điều lệ Hiệp hội.

## Đại hội lần thứ nhất
Chiều ngày 8/9/2023, tại Hà Nội, Hiệp hội An ninh mạng quốc gia tổ chức Đại hội đại biểu toàn quốc lần thứ nhất nhiệm kỳ 2023 - 2028.
Đại hội lần thứ nhất của Hiệp hội An ninh mạng quốc gia đã thông qua chương trình, phương hướng hoạt động, điều lệ và đề án tổ chức nhân sự của hiệp hội nhiệm kỳ I (2023-2028). Đồng thời, Đại hội cũng đã bầu ra Ban Chấp hành, Ban Kiểm tra, Ban Thường vụ Hiệp hội, một số chức danh lãnh đạo và thông qua Nghị quyết Đại hội lần thứ nhất.
Theo kết quả bầu cử các chức danh lãnh đạo Hiệp hội An ninh mạng quốc gia nhiệm kỳ 2023 - 2028, Thượng tướng Lương Tam Quang, Thứ trưởng Bộ Công an được bầu là Chủ tịch Hiệp hội. Phó Chủ tịch thường trực Hiệp hội là Trung tướng Nguyễn Minh Chính, Cục trưởng Cục An ninh mạng và Phòng, chống tội phạm sử dụng công nghệ cao (Bộ Công an). Chủ tịch Tập đoàn Công nghệ CMC Nguyễn Trung Chính trúng cử là một trong 5 Phó chủ tịch Hiệp hội cùng các đồng chí: Đặng Hoàng An - Chủ tịch Hội đồng thành viên Tập đoàn Điện lực Việt Nam (EVN); Tào Đức Thắng - Chủ tịch kiêm Tổng Giám đốc Tập đoàn Công nghiệp - Viễn thông Quân đội (Viettel); Tô Dũng Thái - Chủ tịch Hội đồng thành viên Tập đoàn Bưu chính Viễn thông Việt Nam (VNPT) và Trương Gia Bình - Chủ tịch Hội đồng quản trị Công ty Cổ phần FPT.
Tổng thư ký Hiệp hội là Thượng tá Nguyễn Bá Sơn - Trưởng phòng Cục An ninh mạng và Phòng, chống tội phạm sử dụng công nghệ cao (Bộ Công an); Phó Tổng thư ký, Chánh Văn phòng bao gồm: ông Vũ Duy Hiền - Tổng Giám đốc Công ty Cổ phần Công nghệ An ninh mạng quốc gia Việt Nam (NCS) kiêm Chánh Văn phòng và Thiếu tá Đào Đức Triệu - Cán bộ Cục An ninh mạng và Phòng, chống tội phạm sử dụng công nghệ cao (Bộ Công an).

## Lãnh đạo hiện tại

### Nhiệm kỳ 2023 - 2028
| Thứ tự | Họ tên             | Cấp bậc     | Năm sinh | Chức vụ                           | Quê quán                       |
| ------ | ------------------ | ----------- | -------- | --------------------------------- | ------------------------------ |
| 1      | Lương Tam Quang    | Đại tướng   | 1965     | Chủ tịch Hiệp hội                 | Hiệp Cường, Kim Động, Hưng Yên |
| 2      | Nguyễn Minh Chính  | Trung tướng | ?        | Phó Chủ tịch thường trực Hiệp hội | Lạng Sơn                       |
| 3      | Nguyễn Huy Dũng    |             | 1983     | Phó Chủ tịch Hiệp hội             | Can Lộc, Hà Tĩnh               |
| 4      | Phạm Tiến Dũng     |             |          | Phó Chủ tịch Hiệp hội             |                                |
| 5      | Tào Đức Thắng      | Thiếu tướng | 1973     | Phó Chủ tịch Hiệp hội             | Thanh Hóa                      |
| 6      | Đặng Hoàng An      |             | 1965     | Phó Chủ tịch Hiệp hội             | Bắc Giang                      |
| 7      | Tô Dũng Thái       |             | 1967     | Phó Chủ tịch Hiệp hội             | Từ Liêm, Hà Nội                |
| 8      | Trương Gia Bình    |             | 1956     | Phó Chủ tịch Hiệp hội             | Nghệ An                        |
| 9      | Nguyễn Trung Chính |             | 1963     | Phó Chủ tịch Hiệp hội             | Tây Hồ, Hà Nội                 |

## Chỉ huy, lãnh đạo qua các thời kỳ

### Chủ tịch
| TT | Họ tên          | Thời gian đảm nhiệm | Cấp bậc tại nhiệm | Chức vụ hiện tại                           |
| -- | --------------- | ------------------- | ----------------- | ------------------------------------------ |
| 1  | Lương Tam Quang | 9/2023 – nay        | Đại tướng         | Ủy viên Bộ Chính trị, Bộ trưởng Bộ Công an |

### Phó Chủ tịch Thường trực
| TT | Họ tên            | Thời gian đảm nhiệm | Cấp bậc tại nhiệm | Chức vụ hiện tại                                                                     |
| -- | ----------------- | ------------------- | ----------------- | ------------------------------------------------------------------------------------ |
| 1  | Nguyễn Minh Chính | 9/2023–nay          | Trung tướng       | Cục trưởng Cục An ninh mạng và phòng chống tội phạm sử dụng công nghệ cao Bộ Công an |

### Phó Chủ tịch
| TT | Họ tên             | Thời gian đảm nhiệm | Cấp bậc tại nhiệm | Chức vụ hiện tại                                                               |
| -- | ------------------ | ------------------- | ----------------- | ------------------------------------------------------------------------------ |
| 1  | Nguyễn Huy Dũng    |                     |                   | Phó Bí thư Tỉnh ủy, Chủ tịch UBND tỉnh Thái Nguyên                             |
| 2  | Phạm Tiến Dũng     |                     |                   | Phó Thống đốc Ngân hàng Nhà nước Việt Nam                                      |
| 3  | Tào Đức Thắng      |                     | Thiếu tướng       | Chủ tịch kiêm Tổng Giám đốc Tập đoàn Công nghiệp - Viễn thông Quân đội Viettel |
| 4  | Đặng Hoàng An      |                     |                   | Chủ tịch Hội đồng thành viên Tập đoàn Điện lực Việt Nam (EVN)                  |
| 5  | Tô Dũng Thái       |                     |                   | Chủ tịch Hội đồng thành viên Tập đoàn Bưu chính Viễn thông Việt Nam (VNPT)     |
| 6  | Trương Gia Bình    |                     |                   | Chủ tịch HĐQT Tập đoàn FPT                                                     |
| 7  | Nguyễn Trung Chính |                     |                   | Chủ tịch điều hành Công ty Cổ phần Tập đoàn Công nghệ CMC                      |

### Ủy viên Ban Chấp hành
| TT | Họ tên                        | Thời gian đảm nhiệm | Cấp bậc tại nhiệm | Chức vụ hiện tại                                                                              |
| -- | ----------------------------- | ------------------- | ----------------- | --------------------------------------------------------------------------------------------- |
| 1  | Châu Văn Minh                 |                     |                   | Chủ tịch Viện Hàn lâm Khoa học và Công nghệ Việt Nam                                          |
| 2  | Thiếu tướng Vũ Ngọc Thiềm     |                     |                   | Trưởng ban Ban Cơ yếu Chính phủ                                                               |
| 3  | Thiếu tướng Trịnh Ngọc Quyên  |                     |                   | Giám đốc Học viện An ninh nhân dân                                                            |
| 4  | Thiếu tướng Nguyễn Ngọc Cương |                     |                   | Cục trưởng Cục Cảnh sát Quản lý hành chính về trật tự xã hội                                  |
| 5  | Thiếu tướng Lê Minh Mạnh      |                     |                   | Phó Cục trưởng Cục An ninh mạng và phòng, chống tội phạm sử dụng công nghệ cao, Bộ Công an    |
| 6  | Thiếu tướng Nguyễn Tùng Hưng  |                     |                   | Phó Tư lệnh Bộ Tư lệnh 86, Bộ Quốc phòng                                                      |
| 7  | Thiếu tướng Phạm Ngọc Lãng    |                     |                   | Chủ tịch Hội hàng không vũ trụ Việt Nam, Chủ tịch HĐQT HanoiTelecom                           |
| 8  | Thiếu tướng Bạch Thành Định   |                     |                   | Nguyên Phó Giám đốc Công an Thành phố Hà Nội                                                  |
| 9  | Trung tướng Đặng Ngọc Tuyến   |                     |                   | Nguyên Cục trưởng Cục An ninh chính trị nội bộ, Bộ Công an                                    |
| 10 | Lê Mạnh Hùng                  |                     |                   | Tổng Giám đốc Tập đoàn Dầu khí quốc gia Việt Nam (PVN)                                        |
| 11 | Thiếu tá Điền Văn Kiên        |                     |                   | Chủ tịch kiêm Tổng Giám đốc Tổng Công ty Công nghệ - Viễn thông Toàn cầu (Gtel)               |
| 12 | Vương Vũ Thắng                |                     |                   | Chủ tịch HĐQT Công ty Cổ phần VCCorp                                                          |
| 13 | Nguyễn Tử Quảng               |                     |                   | Chủ tịch HĐQT, Tổng Giám đốc Tập đoàn Công nghệ BKAV                                          |
| 14 | Thượng tá Nguyễn Bá Sơn       |                     |                   | Trưởng phòng Cục An ninh mạng và phòng, chống tội phạm sử dụng công nghệ cao, Bộ Công an      |
| 15 | Vũ Duy Hiền                   |                     |                   | Tổng giám đốc Công ty Cổ phần Công nghệ An ninh mạng quốc gia Việt Nam (NCS)                  |
| 16 | Bùi Ngọc Tín                  |                     |                   | Tổng Giám đốc Công nghệ thông tin Công ty Cổ phần Đầu tư Thế giới di động (MWG)               |
| 17 | Nguyễn Lê Thành               |                     |                   | Phó Tổng Giám đốc Công nghệ thông tin, Công ty cổ phần VNG                                    |
| 18 | Vũ Ngọc Sơn                   |                     |                   | Phó Tổng Giám đốc Công ty Công nghệ An ninh mạng quốc gia Việt Nam (NCS)                      |
| 19 | Phạm Công Hải                 |                     |                   | Phó Trưởng phòng, Cục An ninh mạng và Phòng, chống tội phạm sử dụng công nghệ cao, Bộ Công an |